# 小頭棱鯡
蘇氏棱鯡為輻鰭魚綱鲱形目鲱科的其中一種，分布於歐洲伏爾加河、頓河、烏拉河流域，體長可達10公分，棲息在河川的開放水域，屬肉食性，以甲殼類為食，生活習性不明。

## 擴展閱讀
維基物種上的相關：蘇氏棱鯡